# Tritaeta gibbosa
Tritaeta gibbosa is een vlokreeftensoort uit de familie van de Dexaminidae. De wetenschappelijke naam van de soort is voor het eerst geldig gepubliceerd in 1862 door Bate.